# Seznam poljskih admiralov
Seznam poljskih admiralov zajema častnike, ki so imeli čin admirala, kot tudi generale, ki so služili v Poljski vojni mornarici. Pred letom 1918 je bil naziv admirał (in posledično wiceadmirał in  kontradmirał) opis funkcije in ne vojaški čin. 

## Pred 1918
- admirał Ellert Appelmann [1]
- admirał Wilhelm Appelmann [1]
- admirał Jan Bart
- admirał Arend Dickmann [2]
- admirał Michał Figenow
- admirał Tonnson Maidel
- admirał Jan Nilson Gyllenstjern [1]
- admirał Jan Kostka
- admirał Tonnson Maidel [1]
- kontradmirał Jakub Murray [3]
- wiceadmirał Aleksander Sitton [4]
- admirał Mateusz Schapring
- wiceadmirał Michał Starosta
- admirał Ernest Weiher
- admirał Jan Weiher
- admirał Herman Witte [5]

## 1918-1939
- wiceadmirał Konstanty Biergiel
- generał brygady Tadeusz Bobrowski
- kontradmirał Michał Borowski
- kontradmirał Zygmunt Brynk
- kontradmirał Xawery Czernicki
- kontradmirał Wacław Kłoczkowski
- wiceadmirał Napoleon Louis-Wawel
- wiceadmirał Kazimierz Porębski
- wiceadmirał Jerzy Świrski
- wiceadmirał Józef Unrug
- kontradmirał Jerzy Zwierkowski

## Druga svetovna vojna
- generał brygady Stanisław Dąbek [6]
- kontradmirał Stefan Frankowski [6]
- kontradmirał Karol Korytowski
- kontradmirał Tadeusz Morgenstern-Podjazd [7]
- kontradmirał Romuald Nałęcz-Tymiński [7]

## 1945-1989
- kontradmirał Mikołaj Abramow (Nikolaj Abramov) [8]
- wiceadmirał Wiktor Czerokow (Viktor Čerokov) [8]
- wiceadmirał Ludwik Dutkowski
- kontradmirał Witold Gliński
- admirał Ludwik Janczyszyn
- wiceadmirał Piotr Kołodziejczyk
- kontradmirał Henryk Matuszczyk
- kontradmirał Adam Mohuczy
- kontradmirał Aleksy Parol,
- kontradmirał Henryk Pietraszkiewicz
- kontradmirał Zygmunt Rudomino
- kontradmirał Włodzimierz Steyer
- wiceadmirał Zdzisław Studziński
- kontradmirał Iwan Szylingowski (Ivan Shillingovskiy) [8]
- admirał Romuald Waga
- kontradmirał Aleksander Winogradow (Aleksander Vinogradov) [8]
- kontradmirał Jan Wiśniewski

## Po 1989
- kontradmirał Zbigniew Badeński
- admirał floty Marek Brągoszewski [9]
- kontradmirał Jerzy Buczma
- admirał floty Jędrzej Czajkowski
- kontradmirał Czesław Dyrcz [9]
- kontradmirał Kazimierz Głowacki
- kontradmirał Stanisław Kasperkowiak
- kontradmirał Zygmunt Kitowski [9]
- kontradmirał Antoni Komorowski
- admirał floty Roman Krzyżelewski [9]
- kontradmirał Jerzy Lenda [9]
- admirał floty Ryszard Łukasik[9]
- wiceadmirał Tomasz Mathea [9]
- kontradmirał Adam Mazurek [9]
- kontradmirał Michał Michalski [9]
- kontradmirał Jerzy Patz [9]
- kontradmirał Zbigniew Popek
- wiceadmirał Marian Prudzienica [9]
- kontradmirał Andrzej Rosiński [9]
- kontradmirał Zbigniew Smolarek [9]
- wiceadmirał Henryk Sołkiewicz [9]
- wiceadmirał Marek Toczek
- kontradmirał Czesław Wawrzyniak
- wiceadmirał Maciej Węglewski [9]